# Emma Leijnse
Emma Karolina Leijnse, född 6 augusti 1971 i Växjö, är en svensk journalist och författare.
Leijnse är anställd som journalist på Sydsvenska Dagbladet och har profilerat sig som skol- och utbildningsreporter. År 2012 utkom hon med boken Godkänt? – en reportagebok om den svenska skolan på Natur & Kultur. År 2017 kom reportageboken Fördel kvinna – den tysta utbildningsrevolutionen på samma förlag. Fördel kvinna skildrar hur samhället påverkas av att kvinnornas utbildningsnivå passerat männens. Leijnse tilldelades Publicistklubbens pris Guldpennan för att ha skildrat utvecklingen.
Hon är bosatt i Malmö. År 2019 var hon värd för Sommar i P1.